# Slough Hockey Club
Slough Hockey Club is een hockeyclub uit de Engelse plaats Slough, Berkshire.
Slough HC heeft een imposantrijke historie als het gaat om gewonnen prijzen. De mannen van de club werden in 1976, 1977, 1980, 1981, 1982, 1983 en 1987 landskampioen. De vrouwen werden landkampioen in 1982, 1983, 1986, 1990, 1991, 1992, 1995, 1997, 1998, 1999, 2002 en in 2003. De mannen wonnen in 1980 de Europacup I.
De clubkleuren zijn voor de mannen blauw/grijs shirt met een donkerroze broek en bij de vrouwen roze shirt met een zwarte broek.